# William Xavier Barbosa
William Xavier Barbosa (født 22. september 1983) er en tidligere brasiliansk fodboldspiller.